# Sinibotia
Genre
Sinibotia est un genre de poissons téléostéens de la famille des Botiidae et de l'ordre des Cypriniformes.

## Liste des espèces
Selon FishBase (08 juillet 2015):
- Sinibotia longiventralis (Yang & Chen, 1992)
- Sinibotia pulchra (Wu, 1939)
- Sinibotia reevesae (Chang, 1944)
- Sinibotia robusta (Wu, 1939)
- Sinibotia superciliaris (Günther, 1892)
- Sinibotia zebra (Wu, 1939)